# Lod (Israel)
 For alternative betydninger, se Lod. (Se også artikler, som begynder med Lod)
Lod (Hebraisk: לוֹד; arabisk:  اَلْلُدّْ al-Lydd; græsk/latin: Lydda) er en Israelsk by ca. 30 km. sydøst for Tel Aviv og nord for Ramla.
Byen var en vigtig by på Biblens og Det Andet Tempels tid, og der findes både kirker, moskeer og synagoger. I dag ligger byen syd for Israels internationale lufthavn, Ben-Gurion. Mange af indbyggerne arbejder i lufthavnen eller den lokale industri.

## Demografi
Lod har ca. 67.000 indbyggere, en blandet befolkning af jøder og ca. 5.000 muslimske og kristne arabere.

## Bibelen
Det var i Lod, at apostlen Peter helbredte den lamme mand, der fortælles om i Apostlenes Gerninger (kap.9 v.32 – 35):
 Peter rejste rundt overalt og kom også ned til de hellige, der boede i Lydda. Dér traf han en mand, der hed Æneas, som i otte år havde været sengeliggende, fordi han var lam. Til ham sagde Peter: »Æneas, Jesus Kristus helbreder dig. Stå op og red selv din seng!« Og han rejste sig straks op. Alle beboerne i Lydda og Saron så ham, og de vendte om til Herren.

## Historie
De fleste af Lods indbyggere blev dræbt af den romerske general Quintus Lucius Quietus i år 115. Korsfarerne indtog byen i år 1099. Saladin ødelagde den i år 1191, og senere blev den igen indtaget af Richard Løvehjerte.
30. maj 1972 udførte den kommunistiske terrorgruppe den japanske røde hær en terroraktion på foranledning af den palæstinensiske terrororganisation Popular Front for the Liberation of Palestine (PFLP) i Ben Gurion lufthavnen. Aktionen kostede 24 mennesker livet og sårede 78 andre – inkl. 20 kristne pilgrimme fra Puerto Rico.